# Ética kantiana

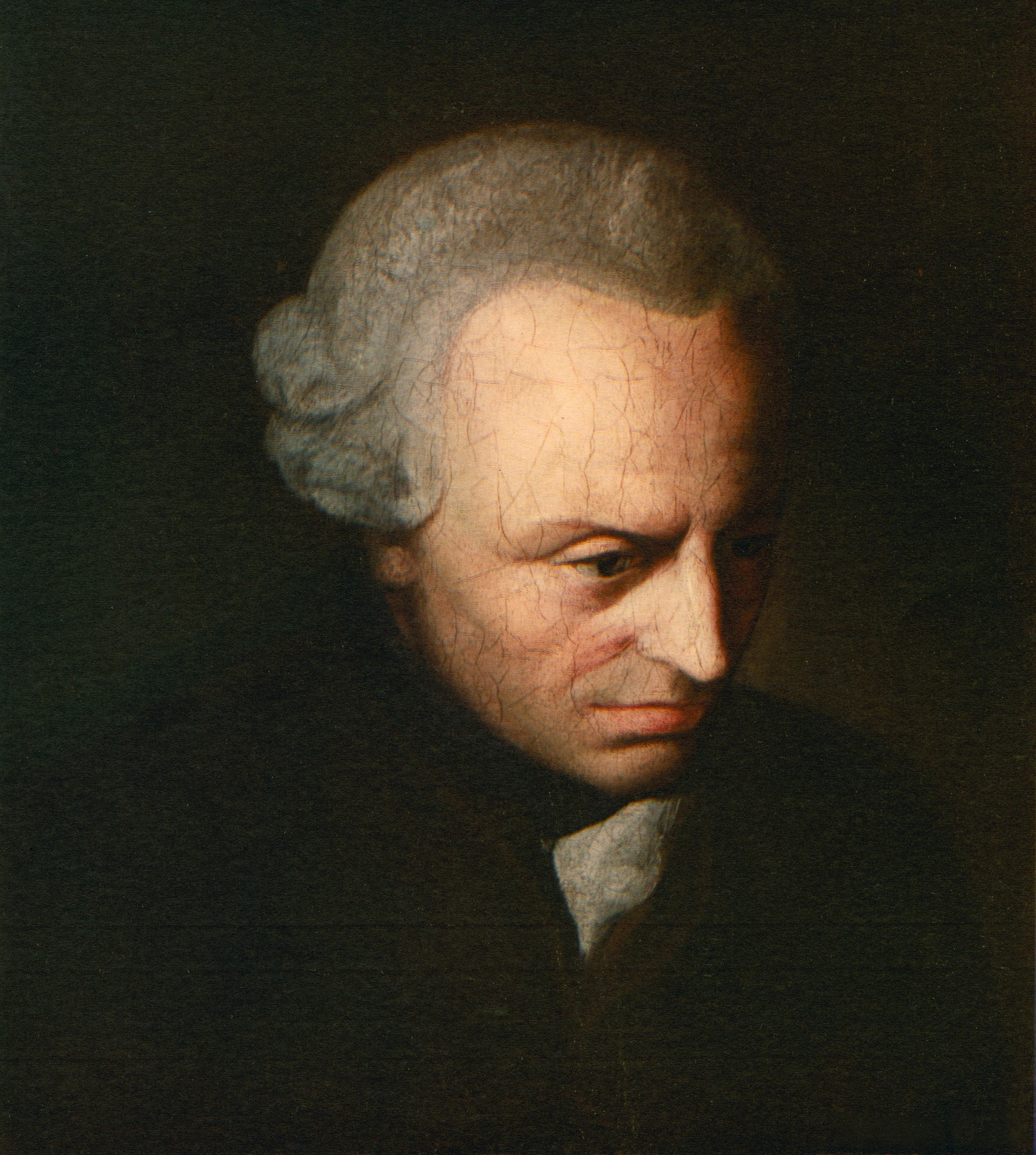
Immanuel Kant sostuvo que la ética está basada en la imposición autónoma de leyes morales por sujetos racionales las cuales se fundamentan en lo que denominó "imperativo categórico".

La ética kantiana es una teoría ética deontológica formulada por el filósofo Immanuel Kant. Desarrollada como producto del racionalismo ilustrado, está basada en la postura de que la única cosa positiva intrínseca es una buena voluntad; por lo tanto una acción solo puede ser moral si su máxima —el principio subyacente— obedece a la ley moral. Central a la construcción kantiana de la ley moral es el imperativo categórico, que actúa sobre todas las personas, sin importar sus intereses o deseos, en contraste con los imperativos hipotéticos, los cuales se deben obedecer si se quiere satisfacer un deseo. Kant lo formuló de varias maneras. Su principio de universalidad requiere que, para que una acción sea permisible, debe ser posible aplicarla a todas las personas sin resultar contradictoria. Su formulación de la humanidad como un fin en sí misma exige que los humanos nunca sean tratados como un mero medio para un fin, sino un fin en sí. La formulación de la autonomía concluye que los agentes racionales están obligados a la ley moral por su voluntad, mientras que el concepto de Kant del Reino de los fines exige que las personas actúen como si los principios de sus propias acciones establecieran una ley para un reino hipotético. Kant distinguió entre deberes perfectos e imperfectos. Un deber perfecto, como el de no mentir, es siempre verdadero; uno imperfecto, como donar por caridad, puede flexibilizarse y aplicarse en un tiempo y espacio particulares. Kant creía que el progreso de la razón ilustrada llevaría al progreso moral.
El filósofo estadounidense Louis Pojman ha citado al pietismo como influencia en el desarrollo de la ética kantiana, mientras que el filósofo político Jean-Jacques Rousseau señala al debate contemporáneo entre racionalismo y empirismo y la influencia de la ley natural. Otros filósofos sostienen que los padres de Kant y su profesor, Martin Knutzen, influenciaron su ética. Entre los influenciados por la ética kantiana figuran el filósofo Jürgen Habermas, el filósofo político John Rawls y el psicoanalista Jacques Lacan.
El filósofo alemán G. W. F. Hegel criticó a Kant por no proveer suficientes detalles concretos en su teoría moral para afectar la toma de decisiones y por negar la naturaleza humana. El filósofo alemán Arthur Schopenhauer argumentó que la ética debería intentar describir cómo se comportan las personas y criticó a Kant por ser normativo. John Stuart Mill afirmó que las leyes morales kantianas están justificadas en principios utilitaristas. De manera similar, Bertrand Russell señaló que algunas acciones no pueden demostrarse como ilícitas según los principios de Kant sin apelar sus consecuencias, cosa que la deontología ética kantiana rechaza con énfasis. Michael Stocker ha argumentado que actuar por deber puede disminuir otras motivaciones morales, como la amistad, mientras que Marcia Baron ha defendido la teoría al sostener que no lo hace. Michel Onfray sostiene que la filosofía kantiana no permite en ningún caso la desobediencia al deber, siendo así compatible con la obediencia ciega de un genocida y soldado nazi. El sacerdote católico Servais Pinckaers considera que la ética cristiana es más compatible con la ética de las virtudes que con la ética kantiana. Philippa Foot sostuvo que la moralidad de Kant se reduce a imperativos hipotéticos. Alan Soble señaló que los estudios éticos de Kant no han alcanzado una moral universal, pues "están repletos de absurdos comparables" y que "parece que no se ha vuelto más empático hacia la condición humana o que no ha progresado moralmente". Otras objeciones se refieren a "los supuestos desde los cuales el imperativo categórico es formulado". Tal objeción puede formularse desde un punto de vista sociológico, psicológico, teológico y filosófico.
La afirmación de que todos los humanos merecen dignidad y respeto como agentes autónomos, implica que los profesionales médicos deberían estar felices porque sus tratamientos se realicen en quienquiera, y que los pacientes nunca deben ser tratados como simples instrumentos para la sociedad. La actitud de Kant hacia la ética sexual surge por su postura de que los humanos nunca deben usarse como medios para un fin, lo que le llevó a considerar la actividad sexual como degradante y a condenar ciertas prácticas sexuales. Filósofas feministas han empleado la ética kantiana para condenar prácticas como la prostitución y la pornografía debido a que tratan a las mujeres como medios para un fin. Kant también creía que, ya que los animales no poseen racionalidad, no podemos tener deberes hacia ellos excepto el deber indirecto de no desarrollar inclinaciones inmorales mediante la crueldad animal. Usó el ejemplo de mentir como una aplicación de su ética: debido a que existe un deber perfecto de decir la verdad, nunca debemos mentir, incluso si parece que mentir producirá mejores consecuencias que decir la verdad.

## Descripción
Aunque Kant desarrolla su teoría ética a través de toda su obra, está mejor definida en Fundamentación de la metafísica de las costumbres, Crítica de la razón práctica y Metafísica de las costumbres. Como parte de la tradición de la Ilustración, basó su teoría ética en la creencia de que la razón debería usarse para determinar cómo debería obrar una persona. No intentó prescribir una acción específica, sino que enseñó que la razón debe usarse para determinar cómo comportarse.

### Razón práctica
Kant diferenció entre la filosofía teórica, que se ocupa de las categorías y formas de conocer un mundo natural, y filosofía práctica, que se ocupa de las cosas en sí. En esta última "usamos la ley moral para construir la idea de un mundo moral (reino de fines) y transformar el mundo natural en el bien supremo". En la Crítica de la razón pura, Kant afirma que la razón pura lleva las ideas de "Dios, libertad e inmortalidad", pero ésta no puede probar su realidad. La importancia de estas ideas es su práctica relacionada con fines morales. El uso práctico de la razón se desarrolla un poco al final de la Crítica de la razón pura, y con más extensión en la Crítica de la razón práctica.

Así pues, en el estudio que llamamos filosofía pura todos los preparativos se encaminan, de hecho, a los tres problemas mencionados. Estos poseen, a su vez, su propia finalidad remota, a saber: qué hacer si la voluntad es libre, si existe Dios y si hay un mundo futuro. Dado que esto solo afecta nuestra conducta en relación con el fin supremo, el objetivo último de la naturaleza que nos ha dotado sabiamente al construir nuestra razón apunta en realidad a otra cosa que al aspecto moral.
Immanuel Kant, Crítica de la razón pura, «Doctrina trascendental del método», cap. 2, secc. 1 (A 801 / B 829).

#### Postulados de la razón
Para entender la ética kantiana también es preciso exponer aquellas ideas que Kant postula como necesarias para la existencia de una ética pura y sacrosanta, tales como son la idea de Dios y la de inmortalidad del alma como postulados de la razón práctica en tanto que, igual que el resto, no puede ser conocido mediante lo que el filósofo de Könisberg llama "razón especulativa" (o "pura").
Así, aquel primer postulado es necesario para obrar de un modo puro y desinteresado con respecto a ley moral; esto es, para actuar por mor del deber, interiorizándolo y acogiéndolo como propio de tal modo que nuestra entera moral quede adecuada a él. La excelencia moral es nouménica y puede no tener relación alguna con la felicidad. Solo una Causa Suprema puede efectuar una unión entre la virtud y la felicidad. Y es que, según Kant, sin la existencia de un Dios vigilante (que no ha de existir necesariamente) sería imposible que nos adecuásemos moralmente al perfecto y universal imperativo kantiano. «La ley no ha de ser indulgente, sino que ha de mostrar la máxima pureza y santidad; a causa de nuestra debilidad hemos de esperar la asistencia divina, con el fin de que consigamos cumplir la ley moral y se supla la pureza de que adolecen nuestras acciones». «En la moralidad se dan las intuiciones más puras, pero estas se perderían de no existir un Ser que pudiera percibirlas [...] ¿Pues, cuál sería la razón de albergar intenciones puras que, a excepción de Dios, nadie puede percibir?». A pesar de esto, no hemos de interpretar que Dios constituye una suerte de "vis obligandi", sino más bien un "summum bonum" garante de la moralidad, pues «resulta asimismo imposible encaminarse hacia la moralidad sin creer en un Dios». Del mismo modo, la idea de inmortalidad, lejos de ser una idea de la razón pura, es una presunción que ha de ser tomada como verdadera en tanto en cuanto debemos actuar como si nuestras acciones se proyectasen ad infinitum, esto es, como si hubiésemos de actuar del modo en el que actuamos para toda la eternidad.
Otro postulado de la razón práctica es el postulado de la libertad, en la que Kant prescinde de su significación trascendental en aras de los intereses prácticos. Para Kant, el "deber implica poder" y la idea de la libertad "debe pensarse como independiente de todo lo empírico y en consecuencia de toda la naturaleza", lo que nos lleva, pues, a considerarnos artificialmente como seres libres a pesar de que no lo somos. A este respecto dirá Kant:

Y sin esta libertad (en este último sentido estricto) [...] no es posible ninguna ley moral ni una imputación conforme a ella. Justamente por ello, a todo cuanto sucede necesariamente en el tiempo, según la ley natural de la causalidad, cabe denominarlo asimismo "mecanicismo de la naturaleza", aun cuando eso no quiera decir que las cosas sometidas a ella han de ser realmente máquinas materiales.
Kant. Crítica de la razón práctica. (A 173, Ak. V, 97)

### Buena voluntad y deber
En sus escritos, Kant construyó las bases para una ley ética a partir del concepto del deber. Comenzó su teoría argumentando que la única virtud que puede ser buena sin condiciones es una buena voluntad. Ninguna otra virtud tiene este estatus debido a que todas las otras virtudes pueden usarse para lograr fines inmorales (la virtud de la lealtad no es buena si se es leal a una persona malvada, por ejemplo). La buena voluntad es única en que siempre es buena y mantiene su valor moral incluso cuando fracasa en el logro de sus intenciones morales. Consideró la buena voluntad como un principio moral individual que elige usar a las otras virtudes para fines morales.
Para Kant, una buena voluntad es una concepción más amplia que una voluntad que actúa por deber. Una voluntad que actúa por deber, es distinguible como una voluntad que supera los obstáculos con el fin de cumplir la ley moral. Es, por tanto, un caso especial de buena voluntad que se hace visible en condiciones adversas. Kant sostiene que solo los actos realizados por deber tienen valor moral. Esto no quiere decir que los actos realizados solo en conformidad con el deber sean despreciables (estos todavía merecen aprobación y apoyo), pero las acciones que se realizan por deber poseen una consideración especial.
La concepción kantiana del deber no implica que las personas realicen sus tareas de mala gana. Aunque el deber a menudo limita a las personas y las motiva a actuar en contra de sus inclinaciones, todavía proviene de la voluntad de un agente: desean mantener la ley moral. Por lo tanto, cuando un agente realiza una acción por deber, es porque los incentivos racionales le importan más que sus inclinaciones opuestas. Kant deseaba ir más allá de la concepción de la moral como deberes impuestos y presentar una ética de autonomía, donde los agentes racionales reconocen con libertad las exigencias que la razón les hace. Para Kant, el sentido de la vida es vivir conforme a una correcta conducta moral "para que la conciencia no nos reproche nada, nos satisfaga y tranquilice".

#### Deberes perfectos e imperfectos
Al aplicar el imperativo categórico, surgen deberes debido a que el fracaso de cumplirlos resultará ya sea en una contradicción en la concepción, ya sea en una contradicción en la voluntad. Los primeros se clasifican como deberes perfectos, los últimos como imperfectos. Un deber perfecto es cierto siempre: existe un deber perfecto de decir la verdad, por lo que nunca debemos mentir. Un deber imperfecto permite flexibilidad: la caridad es un deber imperfecto porque no estamos obligados a ser caritativos en todo momento, pero podemos elegir las ocasiones y lugares en los que lo somos. Kant creía que los deberes perfectos son más importantes que los deberes imperfectos: si surge un conflicto entre deberes, debe seguirse el deber perfecto.

### Imperativo categórico
La formulación primordial de la ética kantiana es el imperativo categórico, de la que deriva cuatro formulaciones adicionales. Kant hace una distinción entre imperativos categóricos e hipotéticos. Un imperativo hipotético es uno que debemos obedecer si queremos satisfacer nuestros deseos: "ir al médico" es un imperativo hipotético, porque solo estamos obligados a obedecerlo si queremos mejorarnos. Un imperativo categórico nos obliga a pesar de nuestros deseos: todo el mundo tiene el deber de no mentir, independientemente de las circunstancias e incluso si hacerlo nos beneficia a nosotros mismos. Estos imperativos son de moral vinculante ya que se basan en la razón, en lugar de hechos contingentes sobre un agente. A diferencia de los imperativos hipotéticos, que nos obligan en la medida en que somos parte de un grupo o sociedad con los que tenemos deberes, no podemos excluirnos del imperativo categórico porque no podemos optar por dejar de ser agentes racionales. Le debemos obligación a la racionalidad en virtud de ser agentes racionales; por lo tanto, el principio moral racional se aplica a todos los agentes racionales en todo momento.

#### Universalización
La primera formulación de Kant del imperativo categórico es el de la universabilidad:

Obra solo según una máxima tal, que puedas querer al mismo tiempo que se torne en ley universal.
Immanuel Kant, Fundamentación de la metafísica de las costumbres (1785)

Cuando alguien obra, es de acuerdo a una regla o máxima. Para Kant, una acción solo está permitida si uno está deseando que la máxima que permite la acción sea una ley universal conforme todos obrasen. Las máximas fallan esta prueba si producen una contradicción en la concepción o en la voluntad cuando son universalizadas. La primera ocurre cuando, al intentar universalizar una máxima, dejara de tener sentido porque "la máxima se destruiría a sí misma tan pronto como se hiciese una ley universal". Por ejemplo, si la máxima "Es aceptable romper promesas" se universalizara, nadie confiaría en ninguna promesa, así que la idea de una promesa perdería su sentido; la máxima sería autocontradictoria, ya que al universalizarse, las promesas dejan de tener significado. La máxima no es moral porque es imposible de universalizar: no podríamos concebir un mundo en el que esta máxima fuese universalizada. Una máxima también puede ser inmoral si crea una contradicción en la voluntad cuando se universaliza. Esto no significa que sea de lógica contradictoria, sino que la universalización de la máxima conduce a un estado de cosas que ningún ser racional podría desear. Por ejemplo, Julia Driver argumenta que la máxima 'No haré caridad' produce una contradicción en la voluntad cuando se universaliza porque un mundo en el que nadie da a la caridad no sería deseable para la persona que se comporta bajo esa máxima.
Kant creía que la moralidad es la ley objetiva de la razón: así como las objetivas leyes físicas exigen acciones físicas (las manzanas caen a causa de la gravedad, por ejemplo), las objetivas leyes racionales obligan acciones racionales. Por consiguiente, creía que un ser de perfecta racionalidad también debe ser de perfecta moral, porque un ser de perfecta racionalidad subjetivamente encuentra necesario hacer lo que la razón marca como necesario. Debido a que los humanos no son siempre racionales (obran en parte por instinto), creía que los seres humanos deben someter su voluntad subjetiva a las leyes racionales objetivas, lo que llamó la obligación de sometimiento. Argumentó que la ley objetiva de la razón es a priori, existente externamente del ser racional. Del mismo modo que las leyes físicas existen antes de los seres físicos, las leyes racionales (moral) existen antes de los seres racionales. Por lo tanto, según Kant, la moral racional es universal y no puede cambiar dependiendo de las circunstancias.

#### La humanidad como un fin en sí misma
La segunda formulación de Kant del imperativo categórico es tratar a la humanidad como un fin en sí misma:

Obra de tal modo que trates a la humanidad, tanto en tu persona como en la de cualquier otro, siempre como un fin y nunca solamente como un medio.
Immanuel Kant, Fundamentación de la metafísica de las costumbres (1785)

Kant sostenía que los seres racionales nunca pueden tratarse como un simple medio para un fin; siempre deben tratarse como fines en sí mismos, lo que requiere que sus propios motivos razonados deban ser igual de respetados. Esto se deriva de su afirmación de que la razón motiva la moral: exige que respetemos la razón como un motivo en todos los seres, incluidas otras personas. Un ser racional no puede con razón consentir ser utilizado solo como un medio para un fin, por lo que siempre deben tratarse como un fin. Kant lo justifica con el argumento de que la obligación moral es una necesidad racional: aquello que es deseado desde lo racional es correcto desde lo moral. Debido a que todos los agentes racionales desean desde la razón ser un fin y nunca solo un medio, es de moral obligatoria que se les trate como tales. Esto no significa que no podamos tratar nunca a un humano como un medio para un fin, sino que cuando lo hacemos tenemos que tratarlo además como un fin en sí.

#### Fórmula de autonomía
La fórmula de autonomía kantiana expresa la idea de que un agente está obligado a seguir el imperativo categórico debido a su voluntad racional, en lugar de cualquier influencia exterior. Kant creía que toda ley moral motivada por el deseo de cumplir algún otro interés rechazaría el imperativo categórico, lo que lo llevó a argumentar que la ley moral solo debe surgir de una voluntad racional. Este principio requiere que las personas reconozcan el derecho de los demás a actuar de manera autónoma y significa que, ya que las leyes morales deben ser universalizables, lo que se requiere de una persona se requiere de todos.

#### Reino de los fines
Otra formulación del imperativo categórico es el Reino de los fines:

Obra como si por medio de tus máximas fueras siempre un miembro legislador en un reino universal de los fines.
Immanuel Kant, Fundamentación de la metafísica de las costumbres (1785)

Esta formulación requiere que las acciones se consideren como si su máxima fuese proporcionar una ley para un hipotético Reino de los fines. En consecuencia, las personas tienen la obligación de obrar bajo principios que una comunidad de agentes racionales aceptaría como leyes. En tal comunidad, cada individuo solo aceptaría máximas que puedan regir a todos los miembros de la comunidad sin tratar a ningún integrante meramente como un medio para un fin. A pesar de que el Reino de los fines es un ideal —las acciones de otras personas y los eventos de la naturaleza aseguran que acciones con buenas intenciones a veces resulten en daños— todavía se nos exige actuar categóricamente, como legisladores de este reino ideal.

## Influencias

### Jürgen Habermas

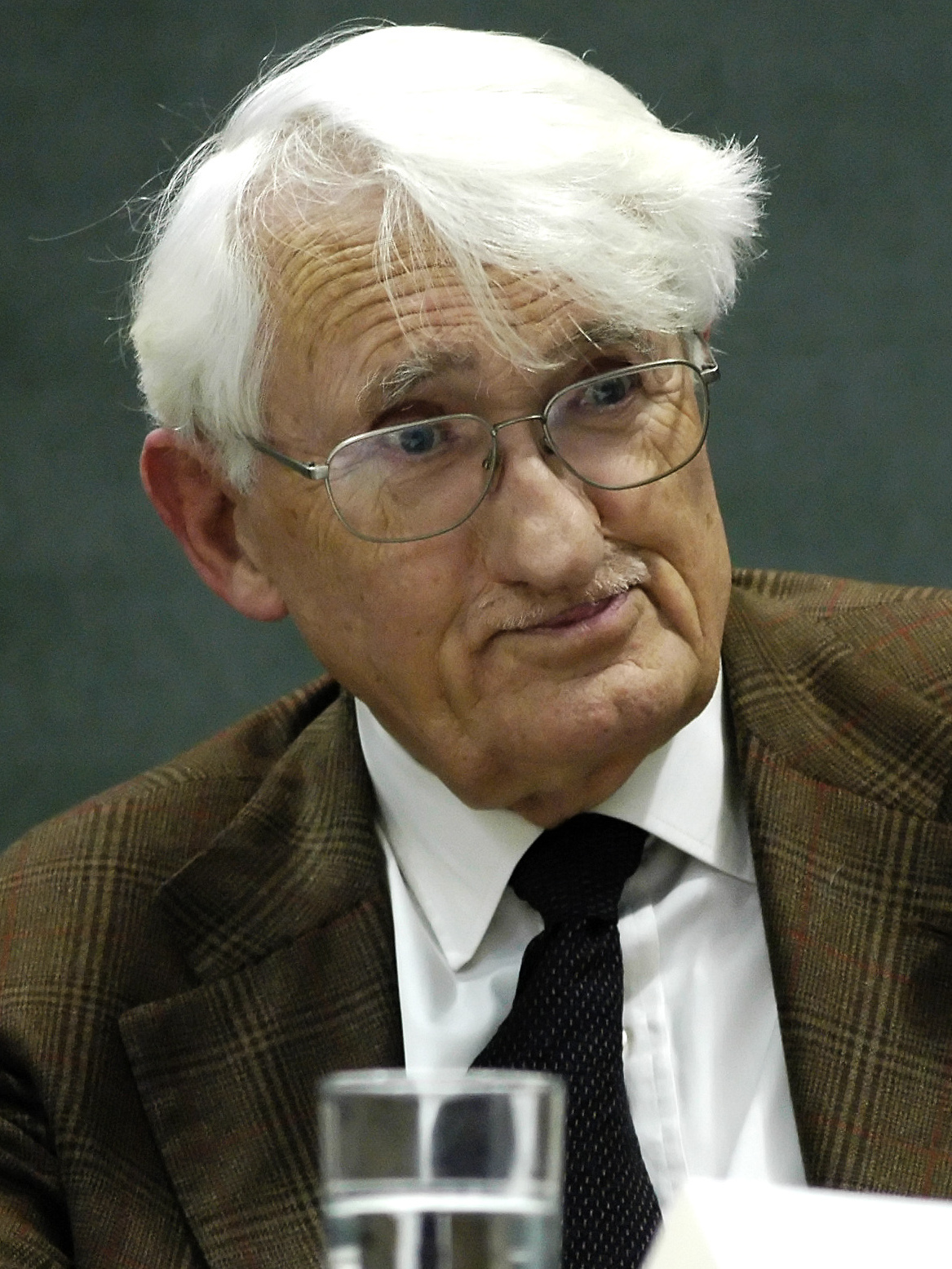
Jürgen Habermas propuso una teoría de la ética del discurso basada en la ética kantiana.

El filósofo alemán Jürgen Habermas ha propuesto una teoría de la ética del discurso que, según él, es descendiente de la ética kantiana. Propone que la acción debe basarse en la comunicación entre los involucrados, en la que se discuten sus intereses e intenciones para que todos puedan entenderlos. Rechazando cualquier forma de coerción o manipulación, Habermas cree que el acuerdo entre las partes es crucial para alcanzar una decisión moral.  Al igual que la ética kantiana, la ética del discurso es teoría cognitiva ética, en el sentido de que supone que la verdad y la falsedad pueden atribuirse a proposiciones éticas. También formula una regla por la cual se pueden determinar las acciones éticas y propone que las acciones éticas deben ser universalizables, de manera similar a la ética de Kant.
Habermas argumenta que su teoría ética es una mejora en la ética de Kant. Rechaza el marco dualista de la ética de Kant. Kant distinguió entre el mundo de los fenómenos, que los humanos pueden sentir y experimentar, y el noúmeno, o mundo espiritual, que es inaccesible para los humanos. Esta dicotomía era necesaria para Kant porque podría explicar la autonomía de un agente humano: aunque un humano está atado al mundo fenoménico, sus acciones son libres en el mundo inteligible. Para Habermas, la moralidad surge del discurso, que es necesario por su racionalidad y necesidades, más que por su libertad.

### Karl Popper
Karl Popper modificó la ética de Kant y se centró en las dimensiones subjetivas de su teoría moral. Al igual que aquel, Popper creía que la moral no puede derivarse de la naturaleza humana y que la virtud moral no es idéntica al interés propio. Radicalizó la concepción de autonomía de Kant, eliminando sus elementos naturalistas y psicológicos. Argumentó que el imperativo categórico no puede justificarse por naturaleza racional o motivos puros. Como Kant presuponía la universalidad y la legalidad que no se pueden probar, su deducción trascendental falla en la ética como en la epistemología.

### John Rawls

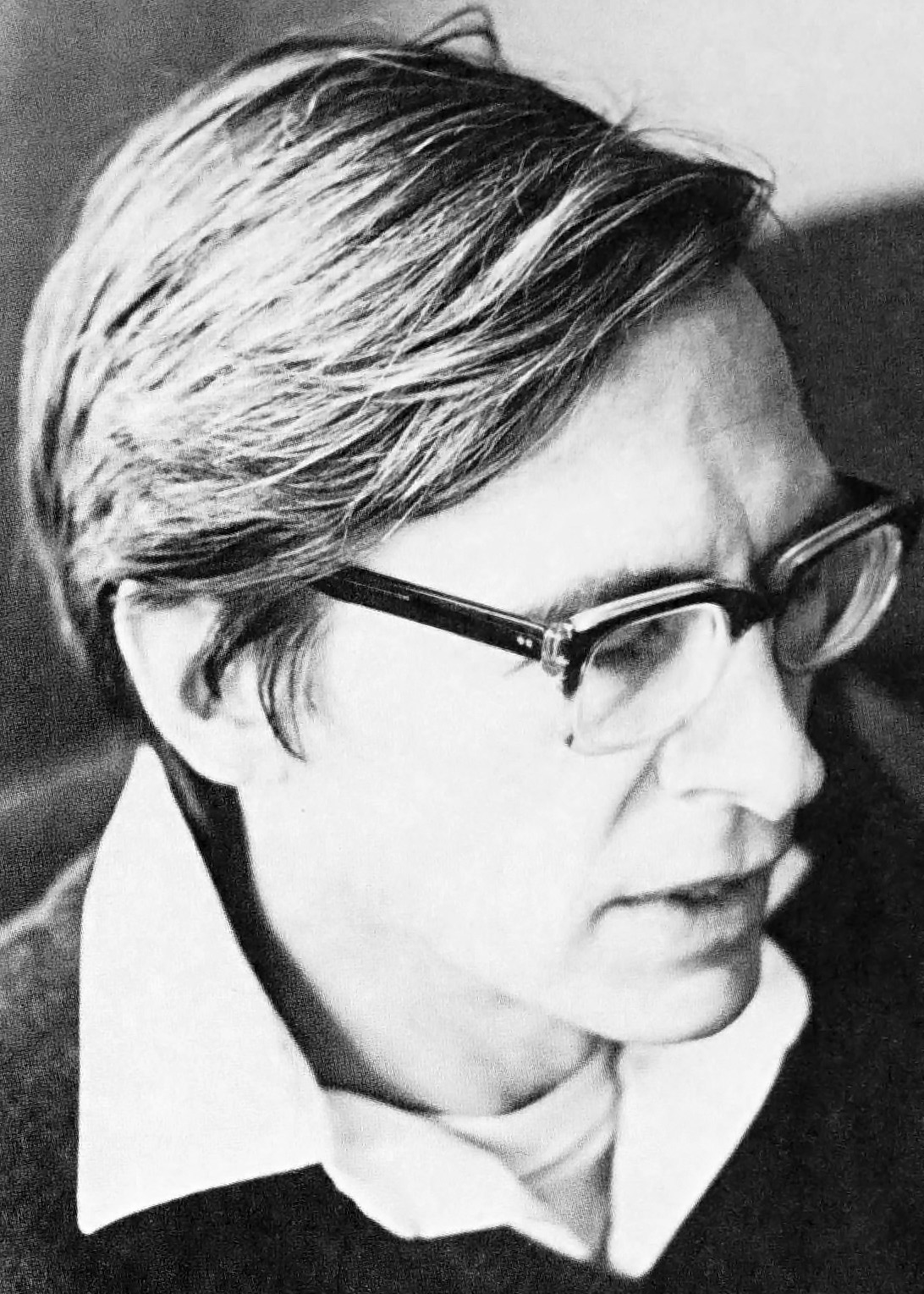
John Rawls desarrolló su teoría del contrato social bajo un hipotético velo de ignorancia influenciado por la ética de Kant.

La teoría del contrato social del filósofo político John Rawls, desarrollada en su obra A Theory of Justice, fue influenciada por la ética de Kant. Rawls argumentó que una sociedad justa sería justa. Para lograr esta justicia, propuso un momento hipotético antes de la existencia de una sociedad, en el que se ordena la sociedad: esta es la posición original. Esto debería tener lugar desde detrás de un velo de ignorancia, donde nadie sabe cuál será su propia posición en la sociedad, evitando que las personas se vean influidas por sus propios intereses y garantizando un resultado justo. La teoría de la justicia de Rawls se basa en la creencia de que los individuos son libres, iguales y morales; él consideraba a todos los seres humanos como poseedores de cierto grado de razonabilidad y racionalidad, lo que veía como los constituyentes de la moralidad y el derecho de sus poseedores a la igualdad de justicia. Rawls descartó gran parte de los dualismos de Kant, argumentando que la estructura de la ética kantiana, una vez reformulada, es más clara sin ellos: describió esto como uno de los objetivos de A Theory of Justice.

### Jacques Lacan
El psicoanalista francés Jacques Lacan relacionó el psicoanálisis con la ética kantiana en sus obras La ética del psicoanálisis y Kant avec Sade y comparó a Kant con el marqués de Sade. Lacan argumentó que la máxima del goce de Sade —la búsqueda del placer o disfrute sexual— es de moral aceptable según los criterios de Kant porque puede ser universalizada. Propuso que, si bien Kant presentaba la libertad humana como crítica para la ley moral, Sade argumentó que la libertad humana solo se realiza a pleno a través de la máxima del goce.

### Thomas Nagel

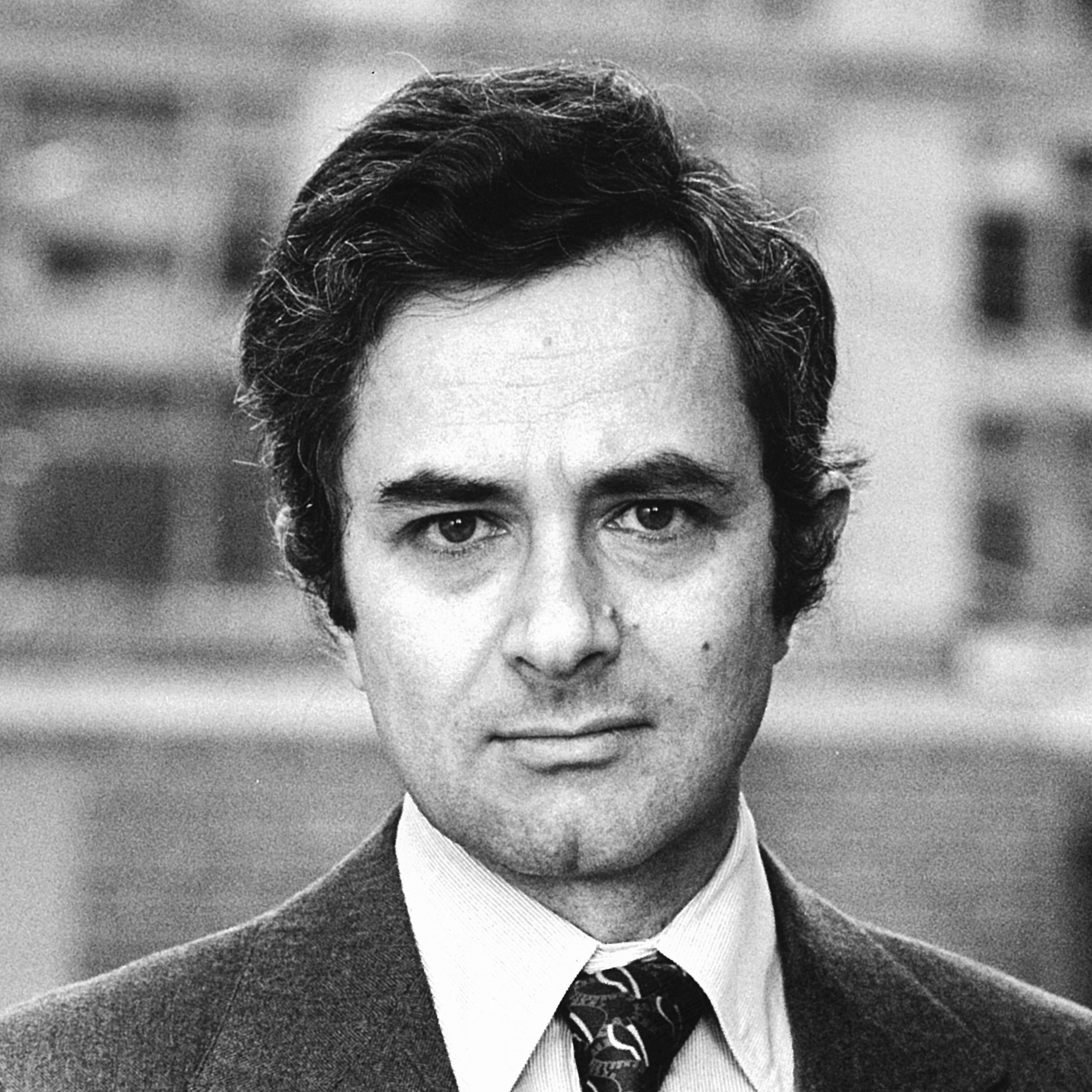
Thomas Nagel ha sido un defensor de un enfoque kantiano y racionalista de la filosofía.

Thomas Nagel ha tenido una gran influencia en los campos relacionados de la filosofía moral y política. Supervisado por John Rawls, Nagel ha sido un defensor de un enfoque kantiano y racionalista de la filosofía moral. Sus ideas distintivas se presentaron por primera vez en la monografía La posibilidad del altruismo (1970). Ese libro busca mediante la reflexión sobre la naturaleza del razonamiento práctico para descubrir los principios formales que subyacen a la razón en la práctica y las creencias generales relacionadas con el yo que son necesarias para que esos principios sean en verdad aplicables a nosotros. Nagel defiende la teoría del deseo motivado sobre la motivación de la acción moral. Según la teoría del deseo motivado, cuando una persona está motivada a una acción moral, es cierto que tales acciones están motivadas, como todas las acciones intencionales, por una creencia y un deseo. Pero es importante acertar en las relaciones justificativas: cuando una persona acepta un juicio moral, está motivada para actuar. Pero es la razón que hace el trabajo justificativo de justificar tanto la acción como el deseo. Nagel contrasta este punto de vista con un punto de vista rival que cree que un agente moral solo puede aceptar que él o ella tiene una razón para actuar si el deseo de llevar a cabo la acción tiene una justificación independiente. De este tipo sería una cuenta basada en presuponer simpatía.
Su afirmación más llamativa es que existe un paralelismo muy cercano entre el razonamiento prudencial en los propios intereses y las razones morales para actuar para promover los intereses de otra persona. Cuando uno razona con prudencia, por ejemplo sobre las razones futuras que tendrá, uno permite que la razón en el futuro justifique la acción actual sin referencia a la fuerza de los deseos actuales. Si un huracán destruyera el auto de alguien el próximo año, querrá que su compañía de seguros le pague para reemplazarlo: esa razón futura le da una razón, ahora, para contratar un seguro. La fuerza de la razón no debe ser rehén de la fuerza de los deseos actuales. La negación de esta visión de la prudencia -argumenta Nagel- significa que uno no cree que es una y la misma persona a través del tiempo. Uno se disuelve en distintas etapas de la persona..

## Crítica

#### Schiller
Mientras Friedrich Schiller apreciaba a Kant por basar la fuente de la moralidad en la razón de una persona más que en Dios, también criticaba a Kant por no ir tan lejos en la concepción de la autonomía, ya que la restricción interna de la razón también le quitaría la autonomía a una persona al ir en contra de su sensualidad. Schiller introdujo el concepto de "alma bella", en la cual los elementos racionales y no racionales dentro de una persona están en tal armonía que una persona puede ser guiada por completo desde su sensibilidad e inclinaciones. "Gracia" es la expresión en apariencia de esta armonía. Sin embargo, dado que los humanos no son virtuosos por naturaleza, una persona muestra "dignidad" al ejercer control sobre las inclinaciones e impulsos a través de la fuerza moral.
Kant respondió a Schiller en una nota al pie de página que aparece en La religión dentro de los límites de la mera razón. Si bien admite que el concepto del deber solo puede asociarse con la dignidad, la gracia también es permitida por el individuo virtuoso cuando intenta cumplir con valentía y alegría las demandas de la vida moral.

#### Hegel

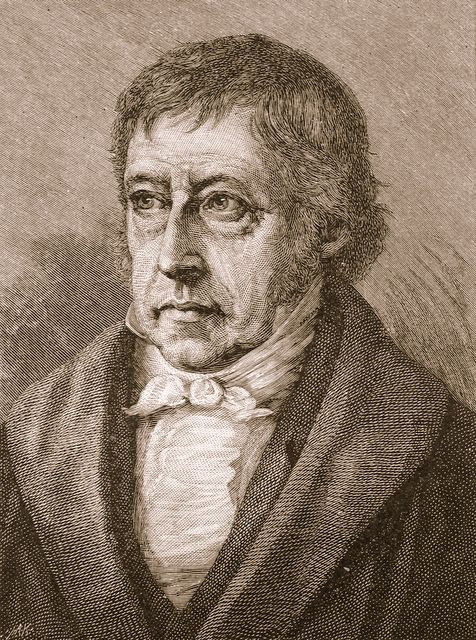
Hegel afirma que la moral kantiana es solo una extensión del principio de no contradicción y carece de contenido práctico.

El filósofo alemán G. W. F. Hegel presentó dos críticas principales a la ética kantiana. Primero argumentó que la ética kantiana no proporciona información específica sobre lo que la gente debería hacer porque la ley moral de Kant es solo un principio de no contradicción. Argumentó que la ética de Kant carece de contenido y, por lo tanto, no puede constituir un principio supremo de moralidad. 
Para ilustrar este punto, Hegel y sus seguidores han presentado casos en los que la Fórmula de la Ley Universal no proporciona una respuesta significativa o da una respuesta incorrecta. Hegel utilizó el ejemplo de Kant de que se le confía el dinero de otro hombre para argumentar que la Fórmula de la Ley Universal de Kant no puede determinar si un sistema social de propiedad es algo moral bueno, porque cualquiera de las respuestas puede entrañar contradicciones. También utilizó el ejemplo de ayudar a los pobres: si todos ayudaran a los pobres, no quedarían pobres para ayudar, por lo que la beneficencia sería imposible si se universalizara, lo que lo haría inmoral según el modelo de Kant.
La segunda crítica de Hegel fue que la ética de Kant obliga a los humanos a un conflicto interno entre la razón y el deseo. Para Hegel, no es natural que los humanos repriman su deseo y lo subordinen a la razón. Esto significa que, al no abordar la tensión entre el interés propio y la moralidad, la ética de Kant no puede dar a los humanos ninguna razón para ser moral.

#### Arthur Schopenhauer

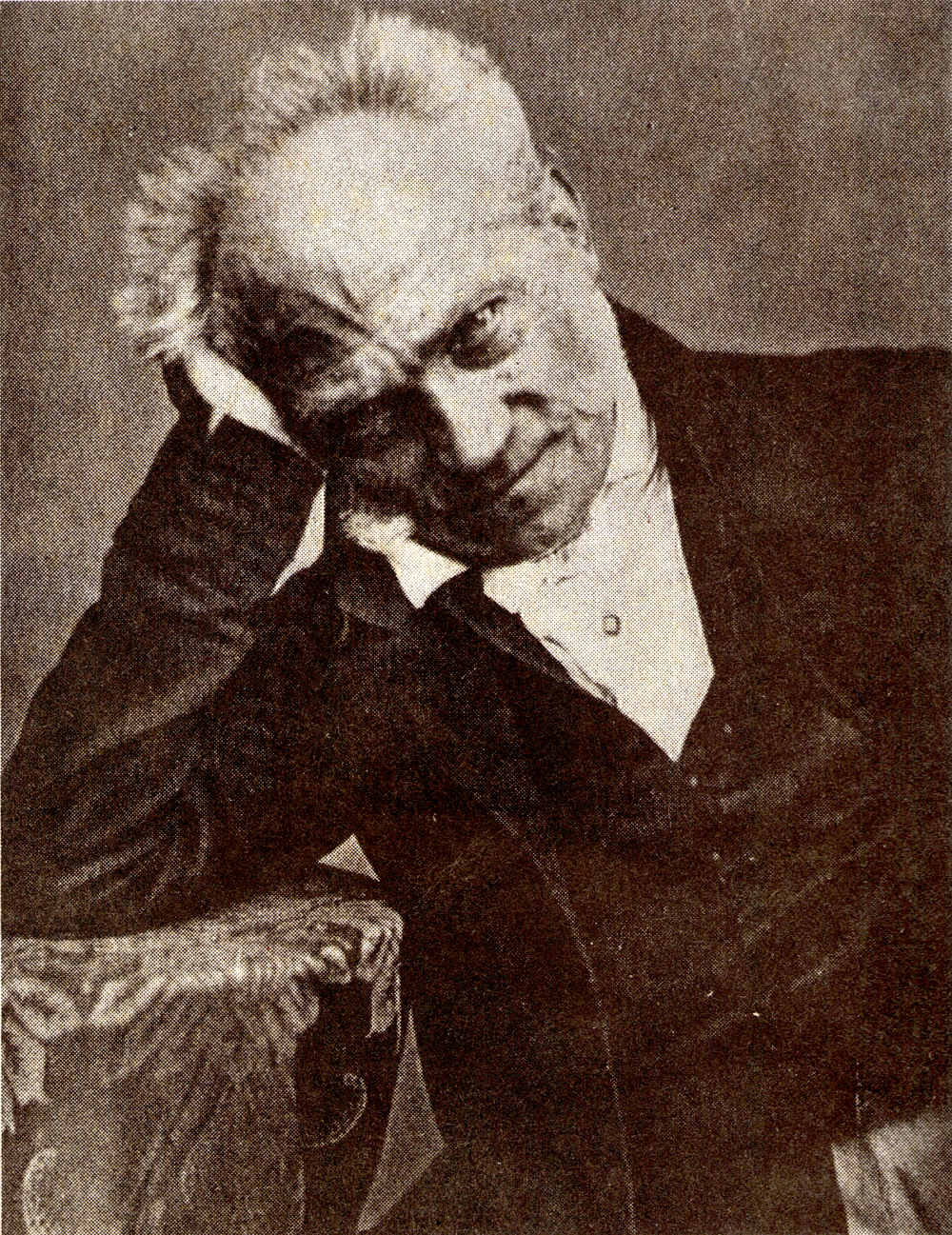
Arthur Schopenhauer defendió el papel de las emociones, como la compasión, en la ética.

El filósofo alemán Arthur Schopenhauer criticó la creencia de Kant de que la ética debería referirse a lo que debería hacerse, e insistió en que el alcance de la ética debería ser tratar de explicar e interpretar lo que en verdad sucede. Mientras que Kant presentó una versión idealizada de lo que debería hacerse en un mundo perfecto, Schopenhauer argumentó que la ética debería ser práctica y llegar a conclusiones que pudieran funcionar en el mundo real, capaces de presentarse como una solución a los problemas del mundo.
Schopenhauer crítico la deontología kantiana caracterizada por un deber incondicionado racional al afirmar que todos los imperativos son hipotéticos, pues ningún deber está separado de su fuerza motivacional. Siguiendo a David Hume, Schopenhauer consideró a la razón como un mero instrumento y la compasión como la base de la moral, que "impulsada por la conciencia del sufrimiento de otra persona" trasciende el egoísmo. Schopenhauer trazó un paralelo con la estética, argumentando que en ambos casos las reglas prescriptivas no son la parte más importante de la disciplina. Debido a que creía que la virtud no se puede enseñar (una persona es virtuosa o no lo es), echó el lugar adecuado de la moralidad como restricción y guía del comportamiento de las personas, en lugar de presentar leyes universales inalcanzables. Schopenhauer apuntó que la definición de ser humano de Kant como un fin en sí mismo es una contradicción en términos.

#### Franz Brentano
Una de las críticas a la moral kantiana se basa en que el imperativo categórico padece de inconsistencias lógicas y morales. Un ejemplo de ello aparece en la obra El origen del conocimiento moral de Franz Brentano:
"Si a consecuencia de la ley ciertas acciones son omitidas, entonces la ley obra un efecto y, por tanto, es real y en modo alguno queda anulada. Ved cuan ridículo fuera que alguien tratara en modo semejante la pregunta siguiente: ¿Debo acceder a quien intente sobornarme?, y contestase: Sí, porque si pensaras la máxima opuesta elevada a ley universal de la Naturaleza, ya no habría nadie que intentase sobornar a nadie, y, por consiguiente, quedaría la ley sin aplicación y, por tanto, anulada por sí misma." (El origen, etc., trad. M. García Morente, 2» ed., 1941 pág. 86).

#### Friedrich Nietzsche

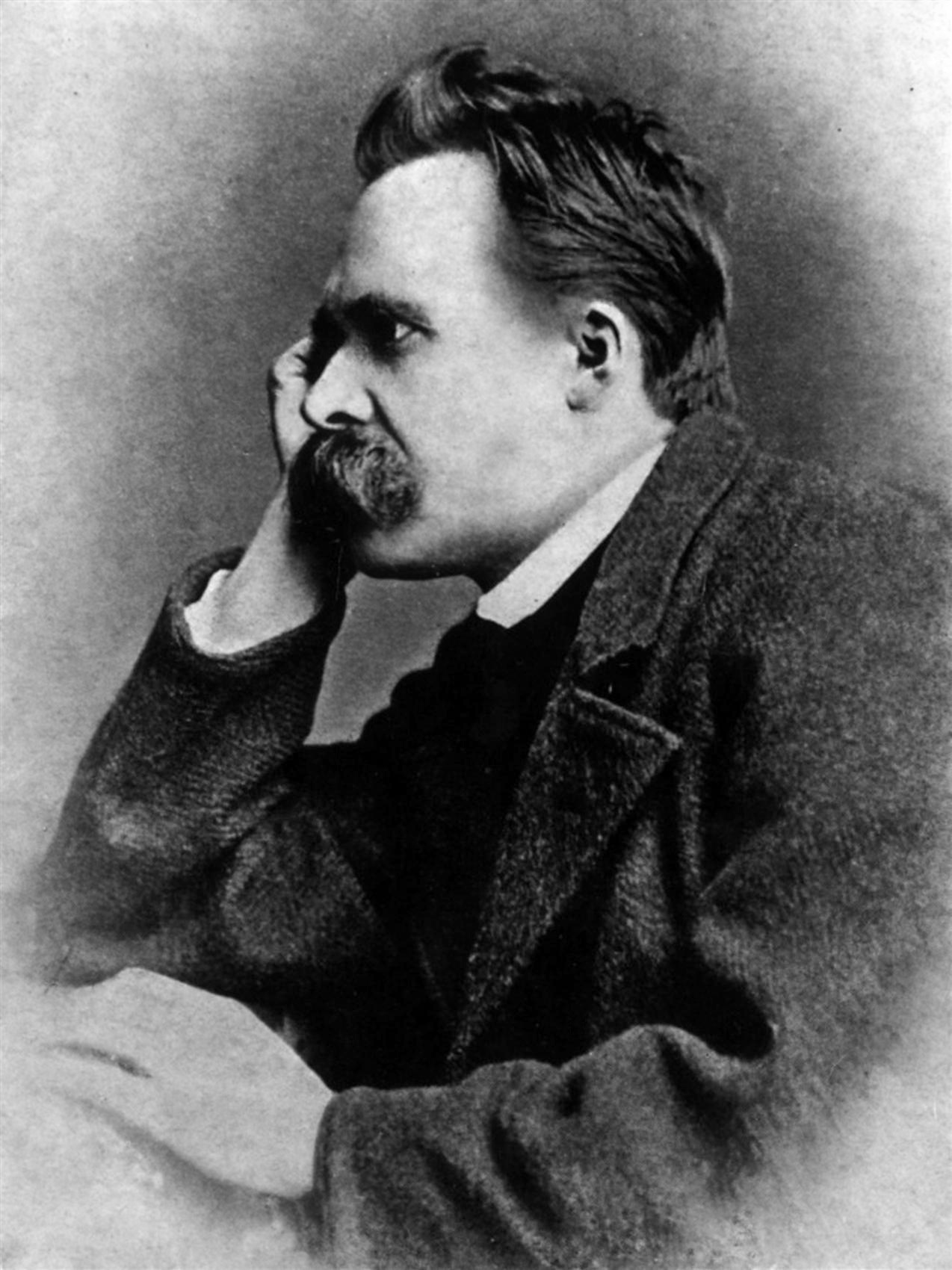
Friedrich Nietzsche criticó el carácter religioso de la ética de Kant.

El filósofo Friedrich Nietzsche criticó todos los sistemas morales contemporáneos, con un enfoque especial en la ética cristiana y kantiana. Argumentó que todos los sistemas éticos modernos comparten dos características problemáticas: primero, hacen una afirmación metafísica sobre la naturaleza de la humanidad, que debe ser aceptada para que el sistema tenga alguna fuerza normativa; y segundo, el sistema beneficia los intereses de ciertas personas, a menudo sobre los de otras. Aunque la objeción principal de Nietzsche no es que las afirmaciones metafísicas sobre la humanidad sean insostenibles (también se opuso a las teorías éticas que no hacen tales afirmaciones), sus dos objetivos principales, el kantismo y el cristianismo, hacen afirmaciones metafísicas, que por lo tanto ocupan un lugar destacado en la crítica de Nietzsche.
Nietzsche rechazó los componentes fundamentales de la ética de Kant, en particular su argumento de que la moral, Dios e inmoralidad se pueden mostrar a través de la razón. Nietzsche sospecha del uso de la intuición moral, que Kant utilizó como fundamento de su moralidad, argumentando que no tiene fuerza normativa en la ética. Intentó además socavar conceptos clave en la psicología moral de Kant, como la voluntad y la razón pura. Al igual que Kant, Nietzsche desarrolló un concepto de autonomía; sin embargo, rechazó la idea de Kant de que valorar nuestra propia autonomía requiere que respetemos la autonomía de los demás.
Una lectura naturalista de la psicología moral de Nietzsche es contraria a la concepción de razón y deseo de Kant. Según el modelo kantiano, la razón es un motivo muy diferente de desear porque tiene la capacidad de alejarse de una situación y tomar una decisión independiente. Nietzsche concibe el yo como una estructura social de todos nuestros diferentes impulsos y motivaciones; por lo tanto, cuando parece que nuestro intelecto ha tomado una decisión en contra de nuestras unidades, en realidad es solo una unidad alternativa que domina sobre otra. Esto está en contraste directo con la visión de Kant del intelecto en oposición al instinto; en cambio, es solo otro instinto. Por lo tanto, no hay auto-capacidad de retroceder y tomar una decisión; La decisión que se toma a sí mismo está determinada por el impulso más fuerte. Los comentaristas kantianos han argumentado que la filosofía práctica de Nietzsche requiere la existencia de una persona capaz de retroceder en el sentido kantiano. Para que un individuo cree sus propios valores, que es una idea clave en la filosofía de Nietzsche, debe ser capaz de concebirse a sí mismo como un agente unificado. Incluso si el agente está influenciado por sus impulsos, debe considerarlos como propios, lo que socava la concepción de autonomía de Nietzsche.

#### John Stuart Mill

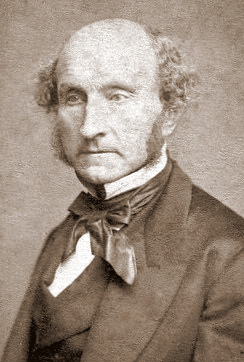
John Stuart Mill argumentó que el imperativo categórico kantiano se podía reducir al principio de utilidad.

El filósofo utilitarista John Stuart Mill distinguió que la escuela ética intuitiva basada en principios evidentes a priori se parece a la escuela inductiva basada en la experiencia porque "sostienen unánimemente que la moralidad debe deducirse de principios y [...] que hay una ciencia de la moral. Sin embargo, raramente se arriesgan a hacer una lista de los principios que a priori han de servir como premisas de la ciencia; y aún más raros son sus esfuerzos por reducir esos principios a un primer principio, o a una base de obligación común".
Mill criticó a Kant por no darse cuenta de que las leyes morales están justificadas por una intuición moral basada en principios utilitarios. Como base para la moralidad, Mill creía que su principio de utilidad (que se debe buscar el mayor bien para el mayor número) tiene una base intuitiva más fuerte que la confianza de Kant en la razón, y puede explicar mejor por qué ciertas acciones son correctas o incorrectas. Argumentó que la ética de Kant no podía explicar por qué ciertas acciones están mal sin recurrir al utilitarismo.

Cuando Kant propone como principio fundamental de la moral: «Obra de tal suerte que la máxima de tu conducta pueda ser admitida como ley por todos los seres racionales», virtualmente reconoce que el interés colectivo de la humanidad, o al menos de la humanidad de modo indiscriminado, debe estar presente en la mente del agente cuando decide conscientemente acerca de la moralidad de una acción.

Donde Kant argumentaría que la razón solo puede ser utilizada correctamente por la buena voluntad, Mill diría que la única manera de crear universalmente leyes y sistemas justos sería dar un paso atrás en las consecuencias, por lo que las teorías éticas de Kant se basan en la bien último: la utilidad. Según esta lógica, la única forma válida de discernir cuál es la razón adecuada sería ver las consecuencias de cualquier acción y sopesar lo bueno y lo malo, incluso si en la superficie, el razonamiento ético parece indicar un tren diferente de pensamiento.

#### Ética de las virtudes
La ética de las virtudes es una forma de teoría ética que enfatiza el carácter de un agente, en lugar de actos específicos. Muchos de sus defensores han criticado el enfoque deontológico de Kant hacia la ética. Elizabeth Anscombe criticó las teorías éticas modernas, incluida la ética kantiana, por su obsesión con la ley y la obligación. Además de argumentar que las teorías que se basan en una ley moral universal son demasiado rígidas, Anscombe sugirió que, dado que una ley moral implica un legislador moral, son irrelevantes en la sociedad secular moderna.
En su obra After Virtue, Alasdair MacIntyre critica la formulación de Kant de la universalización, argumentando que varias máximas triviales e inmorales pueden pasar la prueba, como "Cumple todas tus promesas a lo largo de toda tu vida, excepto una". Él desafía aún más la formulación de Kant de la humanidad como un fin argumentando que Kant no proporcionó ninguna razón para tratar a los demás como medios: la máxima "Que todos, excepto yo, sean tratados como un medio", aunque en apariencia inmoral, puede ser universalizada. Bernard Williams argumenta que, al abstraer a las personas del carácter, Kant tergiversa las personas y la moralidad. 
Philippa Foot identificó a Kant como uno de un grupo selecto de filósofos responsables del abandono de la virtud por la filosofía analítica. Para Foot, Kant era "un hedonista psicológico con respecto a todas las acciones", lo que le impidió ver que "la virtud moral podría ser compatible con el rechazo del imperativo categórico". Foot criticó que una moral basada en la normatividad de las reglas morales no implica que sea racional. Es decir, una acción puede ser correcta y aun así no tener motivos para realizarla. Luego Foot sostuvo que la moralidad no es, como pensaba Kant, contraria a los imperativos hipotéticos, sino que, de hecho, es un sistema de imperativos hipotéticos.
El sacerdote católico Servais Pinckaers consideraba la ética cristiana como más cercana a la ética de la virtud de Aristóteles que a la ética de Kant. Presentó la ética de la virtud como libertad por excelencia, que considera la libertad como actuar de acuerdo con la naturaleza para desarrollar las virtudes de uno. En principio, esto requiere seguir las reglas, pero la intención es que el agente se desarrolle con virtud y considere que actuar con moral es una alegría. Esto está en contraste con la libertad de indiferencia, que Pinckaers atribuye a Guillermo de Ockham y compara a Kant. Desde este punto de vista, la libertad se enfrenta a la naturaleza: las acciones libres son aquellas que no están determinadas por pasiones o emociones. No hay desarrollo ni progreso en la virtud de un agente, simple la formación del hábito. Esto está más cerca de la visión de Kant de la ética, porque la concepción de autonomía de Kant requiere que un agente no se guíe solo por sus emociones, y se pone en contraste con la concepción de Pinckaer de la ética cristiana.

#### Marxismo

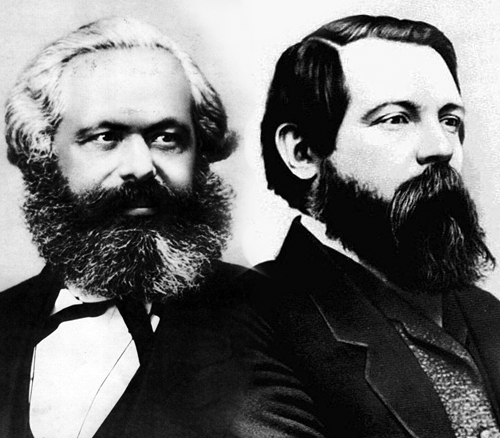
Karl Marx y Friedrich Engels criticaron la ética de Kant desde un punto de vista sociológico al sostener que la moral está basada en los intereses económicos de la clase dominante.

Una crítica sociológica de la ética de Kant se encuentra en la filosofía de Karl Marx, quien consideró la moral como producto de la base económica de la sociedad. El imperativo categórico, al no seguir el materialismo histórico, tiene un carácter "meramente formal y abstracto" porque no comprende que "las normas morales son históricas y que a cada clase social de cada época le son inherentes sus propias concepciones ético-morales".

Si pregunto al economista [...] me contestará: no operas en contra de mis leyes, pero mira lo que dicen la señora Moral y la señora Religión; mi Moral y mi Religión económica no tienen nada que reprocharte. Pero ¿a quién tengo que creer ahora, a la Economía Política o a la moral? La moral de la Economía Política es el lucro, el trabajo y el ahorro, la sobriedad; pero la Economía Política me promete satisfacer mis necesidades. La Economía Política de la moral es la riqueza con buena conciencia, con virtud, etc. Pero ¿cómo puedo ser virtuoso si no soy? ¿Cómo puedo tener buena conciencia si no tengo conciencia de nada? El hecho de que cada esfera me mida con una medida distinta y opuesta a las demás, con una medida la moral, con otra distinta la Economía Política, se basa en la esencia de la enajenación [...] La relación de la Economía Política con la moral cuando no es arbitraria, ocasional, y por ello trivial y acientífica, cuando no es una apariencia engañosa, cuando se la considera como esencial, no puede ser sino la relación de las leyes económicas con la moral. [...] Por lo demás, también la oposición entre Economía Política y moral es sólo una apariencia y no tal oposición. La Economía Política se limita a expresar a su manera las leyes morales.
Karl Marx (1844) Manuscritos económicos y filosóficos, Tercer Manuscritos: III. Requisitos humanos y división del trabajo bajo el dominio de la propiedad privada.

Friedrich Engels rechazó cualquier ética dogmática basada en leyes eternas o inmutables. Según Engels en Ludwig Feuerbach y el fin de la filosofía clásica alemana, «el idealismo filosófico gira en torno a la fe en ideales éticos [...] en la mente del filisteo alemán» y llamó "impotente" al imperativo categórico «porque pide lo imposible, y por tanto no llega a traducirse en nada real». En el Anti-Dühring sostuvo que la moral siempre fue "una moral de clase", una justificación de los intereses de la clase dominante, o bien, en cuanto que la clase oprimida si se hice lo suficientemente fuerte, representa la irritación de esta contra aquel dominio de la primera. Entonces, según Engels en el prefacio Miseria de la filosofía, cuando ciertas condiciones se consideran "injustas" (por ejemplo, la esclavitud) esto no es más que un hecho económico "se halla en contradicción con nuestro sentido moral", pero "esto nada tiene de común con la economía política". Aun así, "esto constituye la prueba de que el hecho en cuestión es algo que ha caducado y de que han surgido otros hechos económicos, en virtud de los cuales el primero es ya intolerable y no puede mantenerse en pie". Luego "lo que no es exacto en el sentido económico formal, puede serlo en el sentido de la historia universal", es decir, "puede ocultarse un contenido realmente económico".
Ambos Marx y Engels expresaron en La ideología alemana que Kant exigía una sumisión absoluta de los súbditos al Estado. Por ello, mientras que las revoluciones violentas en Francia e Inglaterra consiguieron grandes logros, «Kant se daba por contento con la simple "buena voluntad" aunque no se tradujera en resultado alguno», la cual corresponde «a la miseria de los burgueses alemanes, cuyos mezquinos intereses no han sido nunca capaces de desarrollarse hasta convertirse en los intereses comunes, nacionales, de una clase, razón por la cual se han visto constantemente explotados por los burgueses de todas las demás naciones».
Engels criticó el capitalismo previamente durante su juventud en Apuntes para una crítica de la economía política basado en el imperativo categórico como el "punto de culminación de la inmoralidad" porque "desacreditada la Historia y en ella la Humanidad como medio". La competencia lleva a la pérdida de la libertad humana y solo con la abolición de la propiedad privada "la Humanidad dignificará su condición".
Objetivismo
Ayn Rand critica a Kant porque su moral celebra a gente que se guía por el deber sin importar que quiera hacer el mal o el bien, poniendo el ejemplo de que un hombre malvado que no hace maldades por el deber merece más elogio que alguien bondadoso que hace el bien por querer hacerlo y que siente alegría al hacerlo, ya que recibe satisfacción por hacerlo su moral es menor que el malvado que se autolimita.

## Aplicaciones

### Ética médica y aborto
Kant creía que la capacidad compartida de los humanos para razonar debe ser la base de la moral y que es la capacidad de razonar lo que hace a los humanos moralmente significativos. Por lo tanto, creía que todas las personas debían tener el derecho común a la dignidad y el respeto. Margaret Eaton argumenta que, de acuerdo a la ética kantiana, un profesional médico debe alegrarse de que sus prácticas sean usados por y en todo el mundo, incluso si el mismo fuera el paciente. Por ejemplo, un investigador que deseara realizar pruebas en un paciente sin su consentimiento debe estar feliz de que todos los investigadores lo hagan. También sostiene que el requisito kantiano de autonomía significaría que un paciente debe ser capaz de realizar una decisión totalmente informada sobre su tratamiento, lo que haría inmoral realizar ensayos en pacientes desinformados. La investigación médica debería estar motivada por el respeto del paciente, por lo que este debería estar informado de todos los hechos, aun si esto probablemente lo disuada. Jeremy Sugarman plantea que la formulación kantiana de la autonomía requiere que los pacientes nunca sean usados meramente para el beneficio de la sociedad, sino siempre tratados como personal racionales con sus propios fines. Aaron Hinkley señala que la explicación de Kant de la autonomía requiere el respeto de las decisiones que se toman racionalmente, no de las elecciones realizadas por medios idiosincráticos o no racionales. Argumenta que puede existir una diferencia entre lo que eligiría un agente puramente racional y lo que un paciente realmente elige, la que es el resultado de idiosincrasias no racionales. Aunque un médico kantiano podría no mentir o coercionar a un paciente, Hinkley sugiere que alguna forma de paternalismo —como ocultar información que podría provocar una respuesta no racional— podría ser aceptable.
En su obra How Kantian Ethics Should Treat Pregnancy and Abortion, Susan Feldman razona que el aborto debería ser defendido de acuerdo a la ética kantiana. Propone que una mujer debería ser tratado como una persona autónoma con dignidad y control sobre su cuerpo, como Kant sugiere. Feldman cree que la libre elección de las mujeres debiera ser primordial en la ética kantiana, por lo que el aborto debería decidirlo la madre. Dean Harris ha notado que, si se usa la ética kantiana en la discusión del aborto, debería decidirse si un feto es una persona autónoma. El mismo Kant llegó a mencionar como un caso "dudoso" la aplicación ley penal deba contra el "infanticidio materno (infanticidium maternale)" de un hijo bastardo, pues la madre entra en un "estado de naturaleza" temporal para salvar su honor.

El niño venido al mundo fuera del matrimonio ha nacido fuera de la ley, por tanto, también fuera de su protección. Se ha introducido en la comunidad de una forma -digamos- furtiva (como mercancía prohibida), de modo que ésta puede ignorar su existencia (puesto que legalmente no hubiese debido existir de este modo) y con ella también su eliminación, y ningún decreto puede borrar la deshonra de la madre si se conoce su alumbramiento fuera del matrimonio.
Immanuel Kant, Metafísica de las costumbres (1797)

El ético kantiano Carl Cohen argumenta que el potencial de ser racional o participar en una especie generalmente racional es la distinción relevante entre los humanos y los objetos inanimados o animales irracionales. Cohen cree que incluso cuando los humanos no son racionales debido a la edad (como los bebes y fetos) o discapacidad mental, los agentes aún están moralmente obligados a tratarlos como fines en sí mismos, equivalentes a un adulto racional como la madre que busca un aborto.

### Ética sexual
Kant consideraba a los humanos como sujetos a los deseos animales de autoconservación, preservación de especies y preservación del disfrute. Argumentó que los humanos tienen el deber de evitar las máximas que los dañan o degradan, incluidos el suicidio, la degradación sexual y la embriaguez. Esto llevó a Kant a considerar las relaciones sexuales como degradantes porque reduce a los humanos a un objeto de placer. Admitió sexo como conservación de la especie humana pero solo dentro del matrimonio, lo que consideró como "una unión meramente animal". En su etapa precrítica, Kant también expresó opiniones misóginas en sus Lecciones de Ética (1775-81) con respecto al matrimonio, afirmando que una mujer está obligada a entregar su vida a su esposo "en lugar de deshonrar a la humanidad en su propia persona". Otras de sus conclusiones polémicas es que Kant creía que la masturbación es peor que el suicidio, reduciendo el estado de una persona a un nivel inferior al de un animal; argumentó que la violación debe ser castigada con castración y que la bestialidad requiere la expulsión de la sociedad. Kant también condenó la homosexualidad diciendo que deshonra a la humanidad y llamándola "innatural" porque no conduce a la preservación de las especies. También pensaba que no estaba presente en el reino animal (lo cual no es cierto: Ver Homosexualidad en animales).
La filósofa feminista Catharine MacKinnon ha argumentado que muchas prácticas contemporáneas serían consideradas inmorales por los estándares de Kant porque deshumanizan a las mujeres. El acoso sexual, la prostitución y la pornografía, argumenta, objetivan a las mujeres y no cumplen con el estándar de autonomía humana de Kant. El sexo comercial ha sido criticado por convertir a ambas partes en objetos (y por lo tanto usarlos como un medio para un fin); el consentimiento mutuo es problemático porque al consentir, las personas eligen objetivarse a sí mismas. Alan Soble ha señalado que los especialistas en ética más liberales kantianos creen que, dependiendo de otros factores contextuales, el consentimiento de las mujeres puede reivindicar su participación en la pornografía y la prostitución.

### Ética animal
Debido a que Kant veía la racionalidad como la base para ser un paciente moral, una consideración moral debida, creía que los animales no tienen derechos morales. Los animales, según Kant, no son racionales ni autoconscientes y, por lo tanto, uno no puede comportarse inmoralmente hacia ellos.  Aunque no creía que tuviéramos ningún deber hacia los animales, Kant sí creía que ser cruel con ellos era incorrecto porque nuestro comportamiento podría influir en nuestras actitudes hacia los seres humanos: si nos acostumbramos a dañar a los animales, entonces es más probable que veamos dañar a los humanos como aceptable.
El ético Tom Regan rechazó la evaluación de Kant del valor moral de los animales en tres puntos principales: Primero, rechazó la afirmación de Kant de que los animales no son conscientes de sí mismos. Luego desafió la afirmación de Kant de que los animales no tienen un valor moral intrínseco porque no pueden hacer un juicio moral. Regan argumentó que, si el valor moral de un ser está determinado por su capacidad de hacer un juicio moral, entonces debemos considerar a los humanos que son incapaces de pensamiento moral como una consideración moral igualmente indebida. Regan finalmente argumentó que la afirmación de Kant de que los animales existen simplemente como un medio para un fin no tiene respaldo; el hecho de que los animales tengan una vida que pueda ir bien o mal sugiere que, como los humanos, tienen sus propios fines.
Sin embargo, Christine Korsgaard reinterpretó la teoría kantiana para establecer que los derechos animales están implícitos en sus principios morales.

### Pena de muerte
Kant parte de la justicia como un valor absoluto a partir de su imperativo categórico. El hombre no debe ser instrumentalizado, es decir, no puede ser empleado como un medio para alcanzar un fin (como lo haría, por ejemplo, la prevención general o especial). Sería preferible la desaparición de la sociedad civil antes que tolerar una injusticia.
La posición kantiana sobre el sistema penal y la teoría de la justicia es retribucionista, donde el castigo no es "un pago justo por algún mal" sino una respuesta moralmente aceptable a la falta o crimen. En este sentido, la pena no debe cumplir ninguna finalidad distinta a la de restablecer la justicia, quebrantada con la violación de la ley. Kant defendió "la Ley de la Retribución" de la antigua Ley del talión, arraigada en "el principio de igualdad". En consecuencia fue defensor de la pena de muerte para reos condenados por asesinato.

[S]i ha cometido un asesinato, tiene que morir. No hay ningún equivalente que satisfaga a la justicia. No existe equivalencia entre una vida, por penosa que sea, y la muerte, por tanto, tampoco hay igualdad entre el crimen y la represalia, si no es matando al culpable por disposición judicial, aunque ciertamente con una muerte libre de cualquier ultraje que convierta en un espantajo la humanidad en la persona del que la sufre.  Aun cuando se disolviera la sociedad civil con el consentimiento de todos sus miembros (por ejemplo, decidiera disgregarse y diseminarse por todo el mundo el pueblo que vive en una isla), antes tendría que ser ejecutado hasta el último asesino que se encuentre en la cárcel, para que cada cual reciba lo que merecen sus actos y el homicidio no recaiga sobre el pueblo que no ha exigido este castigo: porque puede considerársele como cómplice de esta violación pública de la justicia.
Immanuel Kant, Metafísica de las costumbres (1797)

Algunos autores han objetado que la sociedad actual no puede guiarse por fundamentos de naturaleza estrictamente metafísica, carentes de toda base lógica o empírica.

### Suicidio
Immanuel Kant enfoca el dilema del suicidio bajo la perspectiva del imperativo categórico, o principio necesario. Según su punto de vista rechaza el suicidio, así como cualquier acto autodestructivo, por dos razones. Por un lado porque tal acción no podría considerarse una ley universal de la naturaleza ya que destruir la vida misma sería un acto contradictorio en sí mismo. Querer no querer sería un acto inconsistente.

1.º Uno que, por una serie de desgracias lindantes con la desesperación, siente despego de la vida, tiene aún bastante razón para preguntarse si no será contrario al deber para consigo mismo el quitarse la vida. Pruebe a ver si la máxima de su acción puede tornarse ley universal de la naturaleza. Su máxima, empero, es: hágome por egoísmo un principio de abreviar mi vida cuando ésta, en su largo plazo, me ofrezca más males que agrado. Trátase ahora de saber si tal principio del egoísmo puede ser una ley universal de la naturaleza. Pero pronto se ve que una naturaleza cuya ley fuese destruir la vida misma, por la misma sensación cuya determinación es atizar el fomento de la vida, sería contradictoria y no podría subsistir como naturaleza; por tanto, aquella máxima no puede realizarse como ley natural universal y, por consiguiente, contradice por completo al principio supremo de todo deber.
Fundamentación de la metafísica de las costumbres, Kant. Madrid (2007), Pedro M. Rosario Barbosa, p. 36 (4:422)

Por otro lado aunque la felicidad constituya el motivo de vivir como punto de referencia, el deber (la moral) es lo que articula las acciones, y entonces si la vida radicara en el placer que generase carecería de todo valor moral. El deber del ser humano es preservarse a sí mismo para poder autoperfeccionarse a nivel moral para vivir dignamente, y al suicidarse el individuo se estaría tratando a sí mismo como un medio para su propia autodestrucción, se estaría cosificando, y esto atentaría contra el principio de la dignidad de la persona. La libertad no debe ser absoluta, sino que debe supeditarse a principio supremo de no ser utilizada para destruirse, que está por encima incluso de la propia vida.

“Cuando esta diferencia no se respeta, cuando se rige como principio la eudemonía (el principio de la felicidad) en vez de la eleuteronomía (el principio de la libertad de la legislación interior), entonces la consecuencia es la eutanasia (la muerte dulce) de toda moral.”
Metafísica de las costumbres, Kant, I.: MdS,Tomo VI, p.378, p. 227

Hacer lo que hizo Lucrecia es adoptar un remedio que no está a nuestra disposición; hubiera sido mejor si hubiera defendido su honor hasta la muerte.

### Mentir

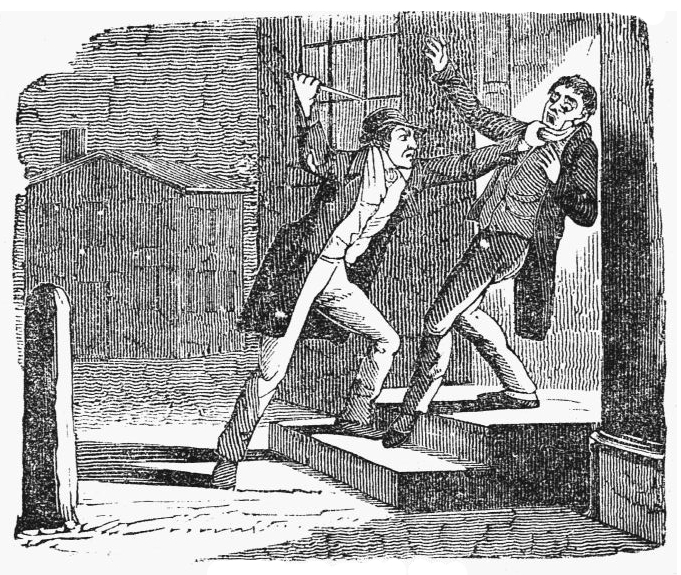
El clásico dilema ético del “asesino en la puerta” que plantéa la mentira como un acto piadoso. Al igual que Agustín de Hipona, Kant creía que no es lícito mentir aun para salvar la vida de una persona.

En 1791 Kant recibió una carta por parte de la noble austriaca Maria von Herbert para pedirle asesoramiento y consuelo moral por su ruptura amorosa con un noble hombre tras haberle mentido. La mentira como un acto piadoso fue objeto de debate desde la antigüedad, defendía por filósofos como Platón. Kant creía que el imperativo categórico nos proporciona la máxima de que no debemos mentir en ninguna circunstancia, pues el mentiroso comete un mal "en general" pues "no perjudica a otra persona en particular, sino a la humanidad, actuando de una manera irreconciliable con las interacciones legítimas como tales", incluso si estamos tratando de provocar buenas consecuencias, como mentirle a un asesino para evitar que encuentren a su víctima prevista. Kant argumentó que, debido a que no podemos saber completamente cuáles serán las consecuencias de cualquier acción, el resultado podría ser inesperadamente dañino. Por lo tanto, debemos actuar para evitar el error conocido, la mentira, en lugar de evitar un error potencial. Si hay consecuencias perjudiciales, no tenemos culpa porque actuamos de acuerdo con nuestro deber. Pero si se elige mentir, aun si es con buen corazón, y dicha acción hace posible que el asesino llegue a su víctima, entonces se es legalmente responsable de dichas consecuencias. Kant también diferenció entre la reticencia (decir la verdad a medias) y la deshonestidad (mentir). Esta última es "una violación grave de un deber para con uno mismo; subvierte la dignidad de la humanidad en nuestra propia persona y ataca las raíces de nuestro pensamiento.".
Sus críticos encontraron esta línea difícil de aceptar. Benjamin Constant sugirió que un deber surge del derecho de esa persona. Entonces, el deber de decir la verdad surge del derecho del oyente a escucharla. Pero el asesino del hacha perdió su derecho a escuchar la verdad, así que no existe el deber de decírsela. Sin embargo, Kant asegura en Sobre un presunto derecho de mentir por filantropía que el deber no es para con el oyente, sino para la humanidad en su conjunto.
Julia Driver argumenta que esto podría no ser un problema si elegimos formular nuestras máximas de manera diferente: la máxima "mentiré para salvar una vida inocente" puede universalizarse. Sin embargo, esta nueva máxima aún puede tratar al asesino como un medio para un fin, lo cual tenemos el deber de evitar. Por lo tanto, aún se nos puede pedir que digamos la verdad al asesino en el ejemplo de Kant.

### Holocausto

El teniente coronel nazi de las SS Adolf Eichmann justificó sus crímenes apelando al imperativo categórico.

Tras la Segunda Guerra Mundial, hubo un gran interés acerca de la cuestión sobre cómo fue posible que se llevase al cabo los genocidios producidos por la Alemania Nazi durante el Holocausto y cómo los nazis "no se veían a sí mismos como bárbaros amorales, sino como agentes morales que actuaban dentro del código moral" el cual normalmente era la ética kantiana. Por ejemplo, el teniente coronel nazi de las SS Adolf Eichmann, responsable directo de la Solución final, justificó sus crímenes en su juicio apelando al imperativo categórico: «Con mis palabras acerca de Kant quise decir que el principio de mi voluntad debe ser tal que pueda devenir el principio de las leyes generales».
El filósofo objetivista Leonard Peikoff comparó en su libro The Ominous Parallels la cultura de los Estados Unidos con la cultura de Alemania que condujo al nazismo. De éste, dijo Ayn Rand que "rastrea las fuentes filosóficas del altruismo, mostrando la línea ininterrumpida de desarrollo que condujo al crucial punto de inflexión moderno: Kant, y luego a Lenin, Mussolini y Hitler". El filósofo libertario David Gordon también criticó el imperativo categórico de Kant pero, como señaló Gordon, si Peikoff "hubiera citado la segunda formulación del imperativo categórico, habría desmentido de inmediato su acusación de que Kant sentó las bases de la doctrina nazi de la sumisión ciega al omnipotente estado."
La filósofa Hannah Arendt escribió después del juicio y sentencia de Eichmann, escribió su libro Eichmann en Jerusalén. Un estudio acerca de la banalidad del mal. Según Arendt, Eichmann no poseía una trayectoria o características antisemitas como un carácter retorcido o mentalmente enfermo. Él mismo confesó no estar de acuerdo con la Solución final, pero a la vez consideraba que simplemente debía obedecer órdenes. En ese libro, Arendt rechaza que Eichmann fuera un kantiano, alegando que sus actos no venían del deber, no de su propia voluntad, y que Eichmann cambió el imperativo categórico kantiano por el «imperativo categórico del Tercer Reich», donde se ha de comportar "de tal manera, que si el Führer te viera aprobara tus actos". Por otro lado el filósofo Michel Onfray sostiene en su texto Un kantiano entre los nazis y en su obra de teatro El sueño de Eichmann que dicha versión kantiana es correcta, pues la filosofía kantiana no permite en ningún caso la desobediencia al deber, demostrando así que el sistema ético de Kant es compatible con la obediencia ciega de un genocida.

El ejemplo del “asesino en la puerta” ha sido también modificado por una nueva versión en la que el asesino se sustituye por un oficial nazi en busca de judíos escondidos.
Imagina que estás en la Europa ocupada por los nazis durante la Segunda Guerra Mundial. Imagina que estás paseando por un callejón y de repente un niño judío pasa corriendo a tu lado. Mientras se mete en una escalera a oscuras, te suplica: "Por favor, no le digas a los alemanes que me viste o me matarán". Momentos después, un grupo de soldados nazis dobla la esquina y te pregunta: "¿Acabas de ver a un niño pequeño por aquí?" ¿Dirías la verdad o mentirías?
La filósofa Helga Varden considera que el análisis kantiano sobre la mentira no cubre el caso del oficial nazi. Según Kant, "los ciudadanos están obligados legalmente a abstenerse de mentir a los funcionarios públicos", ya que éstos representan a todos y a nadie en particular. No obstante, el régimen nazi era un régimen déspota al no representar a todos negando derechos privados y públicos a grandes grupos de la población, como los judíos.